# Eloy Fritsch
Eloy Fernando Fritsch Fritsch, nome completo Eloy Fernando Fritsch (Rio Grande do Sul, 1º marzo 1968), è un musicista e compositore brasiliano.

## Biografia
La sua attrazione più profonda è verso l'elettronica progressive, molto presto prende la decisione di studiare musica per creare successivamente una band. Nel 1983 forma il gruppo Apocalypse. Nel 1994 decide di registrare in studio queste tracce per far nascerei il suo primo CD Dreams. La sua passione per lo spazio si identifica perfettamente nella sua musica, unendo il suo sentimento in relazione al fatto di non essere soli nell'Universo e di cercarne la vera conoscenza del Cosmo. Nel 1997 pubblica Behind the Walls of Imagination, riversandone brani molto più progressive e new age, influenzato anche da stili di tastieristi degli anni´70, volendo dare all'ascoltatore l'opportunità di avere altri orizzonti. Fritsch firma un contratto con la Musea Records francese, sotto la label Dreaming che si occupa di musica elettronica, pubblicando il CD Space Music. Nella sua carriera gli viene dato un riconoscimento in Computer Music e quindi può insegnare come docente di Musica Elettronica all'Università Federale di Rio Grande do Sul a Porto Alegre. Nel 1999 crea l'Electronic Music Center all'Istituto delle Arti all'Università Federale, il più grande laboratorio di Musica Elettronica in tutto il sud del Brasile. Intanto gli Apocalypse vengono invitati negli USA al ProgDay99, ed Eloy Fritsch viene scelto come migliore tastierista del Festival Tale concerto viene registrato in un doppio album intitolato Live in USA per l'etichetta Rock Symphony di Rio de Janeiro. La stessa label provvede a pubblicargli il CD Cyberspace, molto melodico ed elaborato com atmosfere da Jean-Michel Jarre a Vangelis e molti passaggi alla Rick Wakeman. Nel 2001 pubblica Mythology, 15 brani tutti esclusivamente dedicati ai differenti miti del passato. Um ottimo uso del suo arsenale elettronico per calare l'ascoltatore tra le pieghe del tempo e dello spazio. Infine, realizza Atmosphere – Electronic Suite, completamente ispirato all'invisibile straticità dell'aria terrestre.
Nel 2003, Fritsch perfeziona le registrazioni dell'album Landscapes che finisce per essere pubblicato solo nel 2005. Con temi più brevi e influenzati dal progressivo, Fritsch presenta quasi un ritorno al CD Behind the Walls of Imagination. Alexandre Bandeira, che aveva già partecipato alla produzione dell'album del 1997, viene nuovamente scelto per realizzare la copertina e gli inserti. Magnifica arte ritrae i paesaggi immaginari della musica di Fritsch. La traccia di Andromeda diventa il pezzo forte di questo album scelto per due compilation: l'argentina Compact Mellotron 34 e l'olandese Edition #15. Successivamente, una versione ridotta della canzone Andromeda viene rilasciata in un video clip.
Nel 2012 esce il decimo CD della sua carriera dal titolo Exogenesis contenente l'omonima suite elettronica in 4 movimenti ispirata alla genesi dell'Universo. Unendo sinfonico ed elettronico, ma senza dimenticare gli strumenti etnici, il compositore di musica New Age utilizza l'alta tecnologia al servizio delle emozioni. Le immagini presenti nel CD sono state realizzate dagli artisti europei specializzati in illustrazioni di fantascienza Maciej Rebisz e Mirek Drozd e si riferiscono alla creazione del cosmo e all'esistenza di altre forme di vita
Nel 2014 ha pubblicato l'album Spiritual Energy, che include colonne sonore per cinema, video e teatro. Oltre ai brani, il compositore presenta altre composizioni per un totale di 17 temi con enfasi su melodie eseguite in tastiere elettroniche e trame orchestrali che vanno da momenti epici a passaggi strumentali morbidi. Le immagini dell'album sono nuovamente responsabili di Maciej Rebisz.
Nel 2017 registra l'album Sailing to the Edge dove lo stile predominante è il progressive rock strumentale con l'accento sulla sintetizzatore moog, batteria e basso in band The Spy, The Rising Sun, The Flying Caravel e Telepaty avvicinano le loro composizioni strumentali tenuto nel brasiliano Apocalisse gruppo rock progressive. Nel frattempo, il compositore apre lo spazio per la musica sinfonica nei brani Sailing to the Edge Overture e The Wizard, elettronici nella traccia Mind Uploading e new age nella traccia Floating Castle. Tutti gli elementi della musica di Eloy Fritsch sono presenti in questo album: timbri di sintetizzatore, belle melodie, passaggi maestosi ed energici, tamburi, percussioni e orchestrazione elettronica su larga scala. Può essere considerato l'album più progrock del tastierista con diritto di usare il keytar nelle canzoni Liberty and Alchemy. Fritsch utilizza anche Moog Theremini per produrre un suono elettronico nell'epopea di oltre 10 minuti intitolato The Time Barrier, l'ultima traccia dell'album.

## Discografia

### Con gli Apocalypse
- Apocalypse (1991)
- Perto do Amanhecer (1995)
- Aurora dos Sonhos (1996)
- Lendas Encantadas (1997)
- The Best of Apocalypse (1998, Compilation)
- Live in USA (2001, Live)
- Refugio (2003)
- Magic (2004)
- Magic Spells (2006)
- DVD The 25th Anniversary Concert (2006)
- 2012 Light Years from Home (2011)
- The 25th Anniversary Box Set (2011)
- DVD The Bridge of Light (2013)

### Solista
- Dreams (1996)
- Behind the Walls of Imagination (1997)
- Space music (1998)
- Cyberspace (2000)
- Mythology (2001)
- Atmosphere - Electronic Suite (2003)
- Landscapes (2005)
- Past and Future Sounds - 1996-2006 (2006)
- The Garden of Emotions (2009)
- Exogenesis (2012)
- Spiritual Energy (2014)
- Sailing to the Edge (2017)
- Journey to the Future(2019)
- Moment in Paradise(2020)
- Cosmic Light(2021)
- Epic Synthesizer Music Vol.1 (2023)
- Epic Synthesizer Music Vol.2 (2023)

### Compilation con Eloy Fritsch
- Planeta Nova Era Vol. 7 (1997) Track: Lake of Peace Movement 1 and 2
- Planeta Nova Era Vol. 13 (1999) Track: Cosmic Winds
- Planeta Nova Era Vol. 14 (1999) Track: Starlight
- Margen - Music from the Edge Vol. 6 (2002)- Track: Ionosphere
- Edition #5 (2005) Track: The Garden of Emotions Suite
- Brasil Instrumental 2006 (2006) Track: The Garden of Emotions Suite
- Compact Mellotron 34 (2006) Track: Andromeda
- Edition #13 (2006) Track: Shiva
- Edition #14 (2006) Track: Atlantis
- Edition #15 (2006) Track: Andromeda
- Brazilian Electroacoustic Music Compilation (2009) Track: Synthetic Horizon
- Schwingungen Radio auf CD - Edition Nr.210 11/12. (2012) Track: Moonwalk
- Schwingungen Radio auf CD - Edition Nr.290 07/19. (2019) Track: Mermaids Island
- Schwingungen Radio auf CD - Edition Nr.308 01/21. (2021) Track: Spacetime

## Strumentazione
- Minimoog
- Roland JD-800
- Roland JP-8000
- Roland JP-8080
- Roland Juno-106
- Roland JX-3P
- Roland System-700
- Roland Roland AX-1
- Roland VK-8
- Casio CZ-5000
- Casio AZ-1
- Korg MS-10
- Korg 01/W
- Korg M1
- Korg TRITON
- Korg Polysix
- Korg Delta
- Korg Triton
- Korg MS2000R
- Yamaha SY-77
- Yamaha DX-21
- Clavia Nord Modular
- Kurzweil K-2600
- Ensoniq MR-76
- Digitech Vocalist
- AKAI S-5000